# ادرلزی (ترانه)

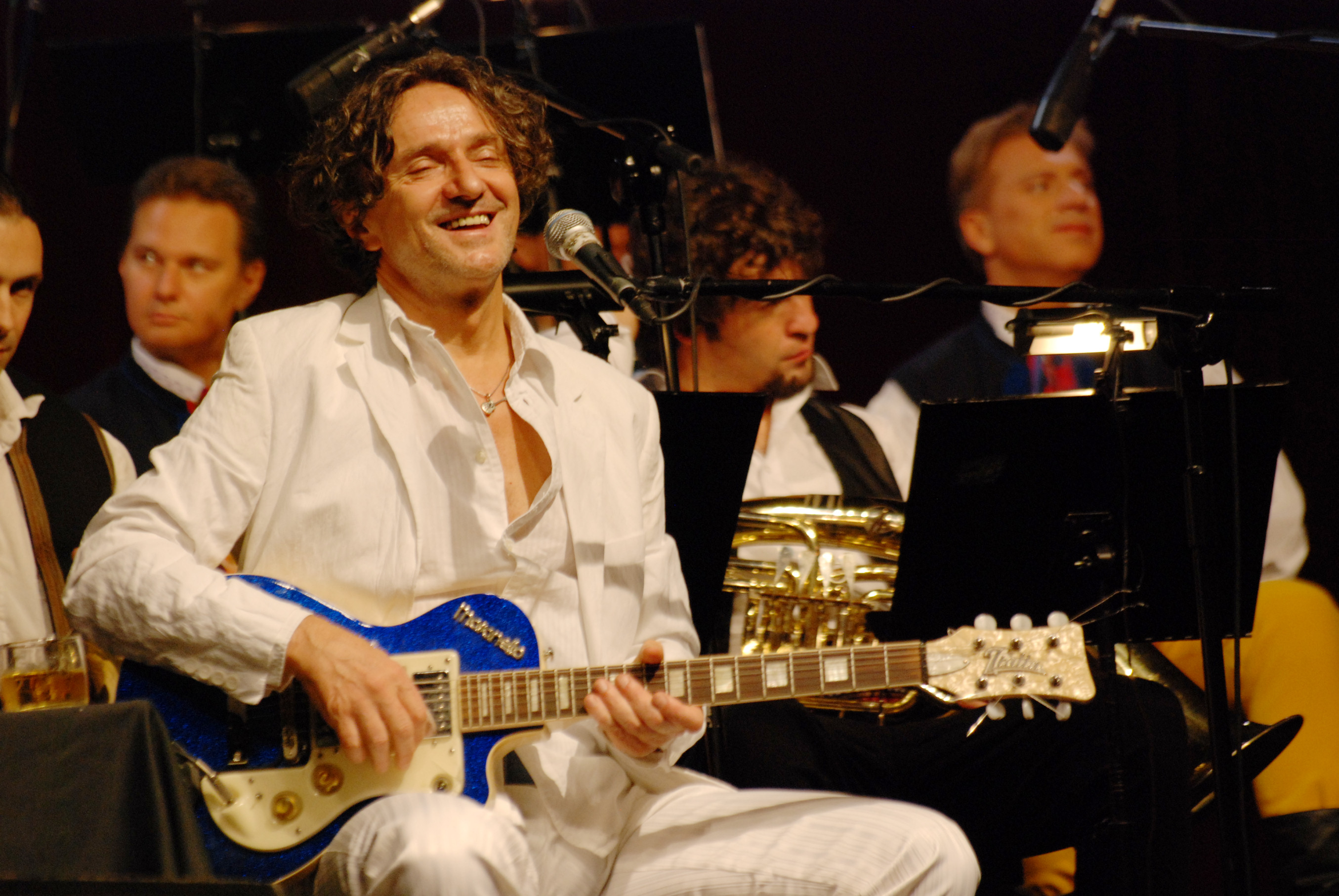
ترانهٔ فولک کولیان روما که ترانهٔ اختصاصی جشن ادرلزی (Ederlezi) است.

ترانهٔ فولک کولیان روما که ترانهٔ اختصاصی جشن ادرلزی (Ederlezi) است اولین بار با فیلم «زمانه کولی‌ها» (Time of the Gypsies) ساخته امیر کوستوریتسا (Emir Kusturica) با آهنگسازی گوران برگوویچ (Goran Bregović) و صدای واسکا یانکوفسکا (Vaska Jankovska) به شهرت بین‌المللی رسید. بعد از آن اجراهای بسیار زیادی از این ترانه در زبان‌های مختلف و با سازها و رنگ‌آمیزی متفاوت انجام شد.
اِدِرلِزی (Ederlezi) جشنی است که کولی‌های روما (کولی‌های منطقه بالکان و آناتولی ترکیه) هر ساله در فصل بهار برگزار می‌کنند. نام این جشن ریشه در واژه ترکی هیدیراِلِز (Hıdırellez) دارد که در واقع ترکیب نام‌های «خضر» و «الیاس» است و به روزی اشاره می‌کند که این دو پیامبر با نوشیدن آب حیات عمری جاودانه یافتند. اگر از پیشینهٔ مذهبی این جشن بگذریم، ادرلزی را باید یک جشن بهاره دانست که کولی‌ها با موسیقی، رقص و شادی، آغاز دوباره زندگی را جشن می‌گیرند.
اصل ترانه ادرلزی به زبان رومانی است، اما تقریباً در تمامی زبان‌های اروپای شرقی اشعاری مشابه اصل ترانه، ساخته و با ملودی ادرلزی اجرا شده‌اند. مفهوم این اشعار، به بهار، نو شدن طبیعت، جشن بهاره و رسوم آن، رقص و تنهایی اشاره دارد. در میان اجراهای بهتر این ترانه، بیشترین سهم از آن گوران برگوویچ است. برگوویچ که در اولین همکاریش با امیر کوستوریتسا و اولین تجربه‌اش در ساختن موسیقی فیلم، ترانه ادرلزی را به شهرت جهانی رساند، در سال‌های بعد اجراهای متفاوتی از این ترانه را در همکاریش با خواننده‌های مختلف ارائه کرد. همکاری برگوویچ با کایا (Kayah) خواننده لهستانی و سزن آکسو (Sezen Aksu) خواننده شهیر ترک، از این جمله است. به جز زبان‌های لهستانی و ترکی، برگوویچ این ترانه را به زبان یونانی نیز برد و آلکیستیس پروتوپسالتی (Alkistis Protopsalti) با صدای بی‌نظیر خود، ادرلزی را جاودانه‌تر کرد.